# Юрген Герц

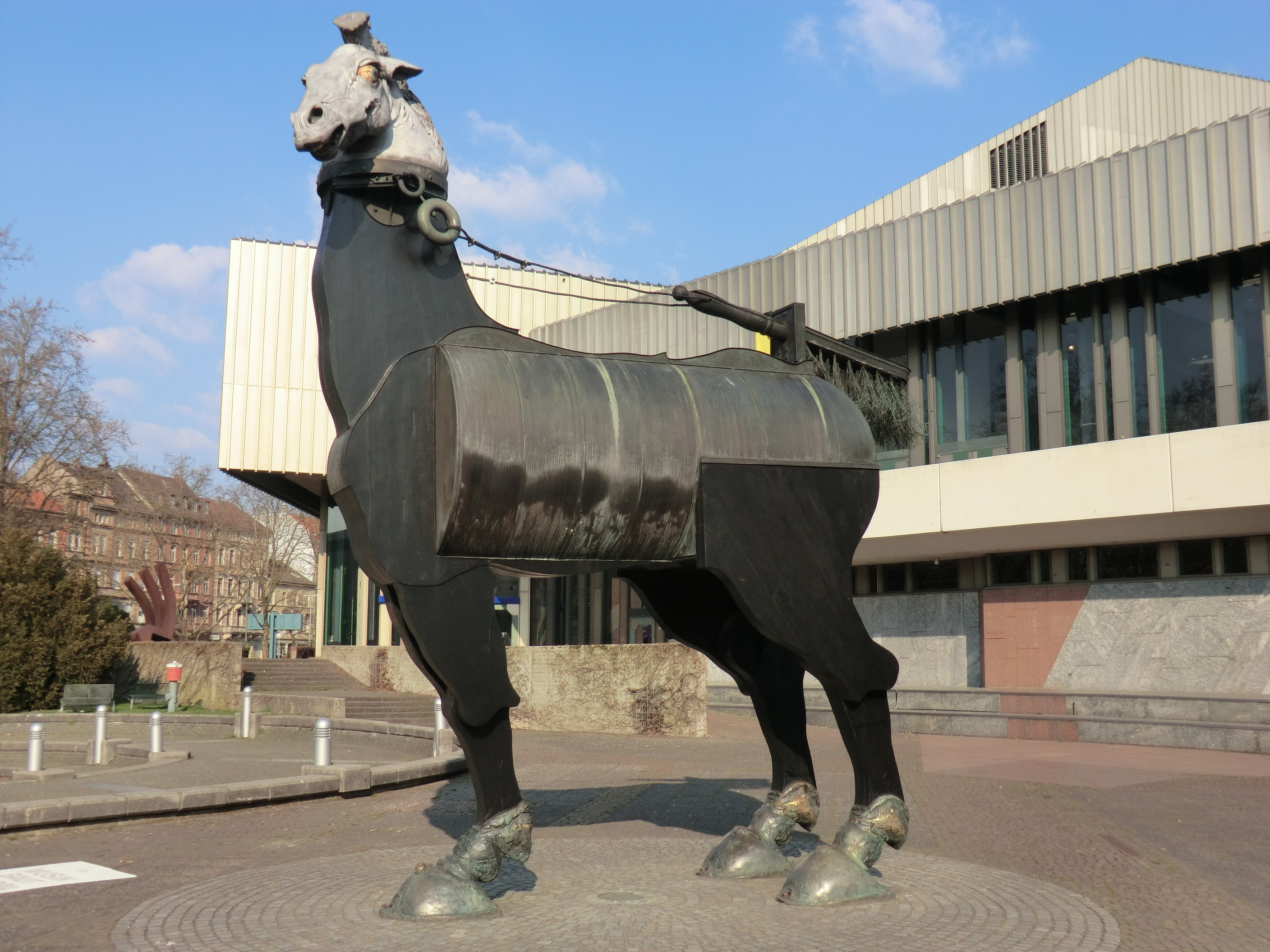
«Musengaul» в Карлсруе, 1981

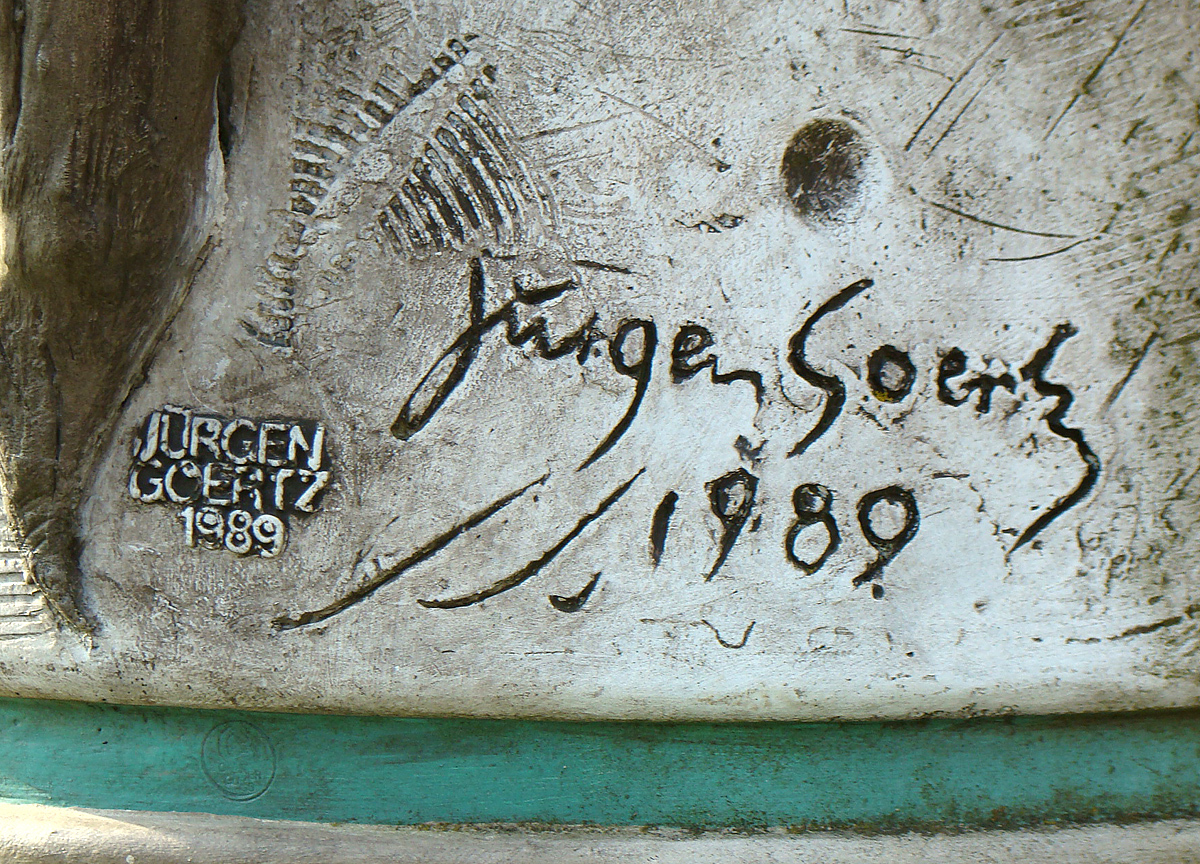
Підпис митця на скульптурі в замковому парку в Айхтерсгаймі

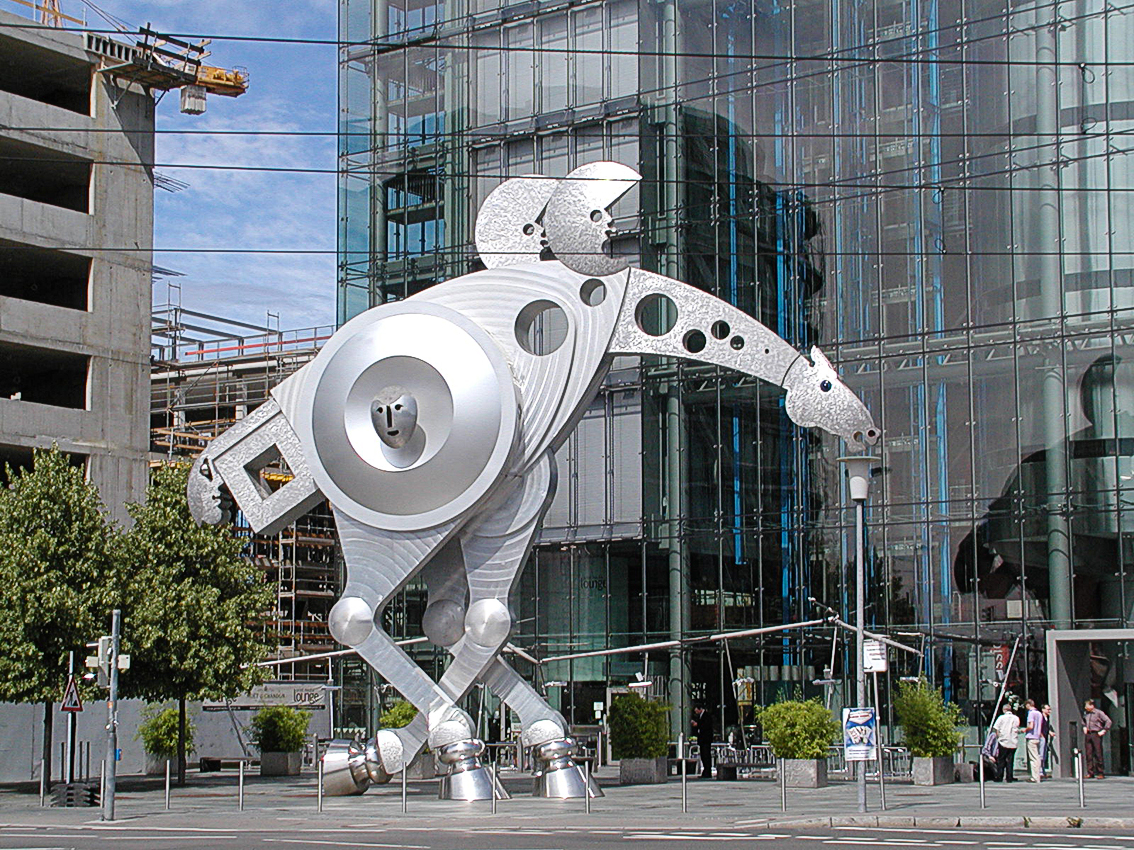
«S-Printing Horse» в Гейдельберзі, 2000

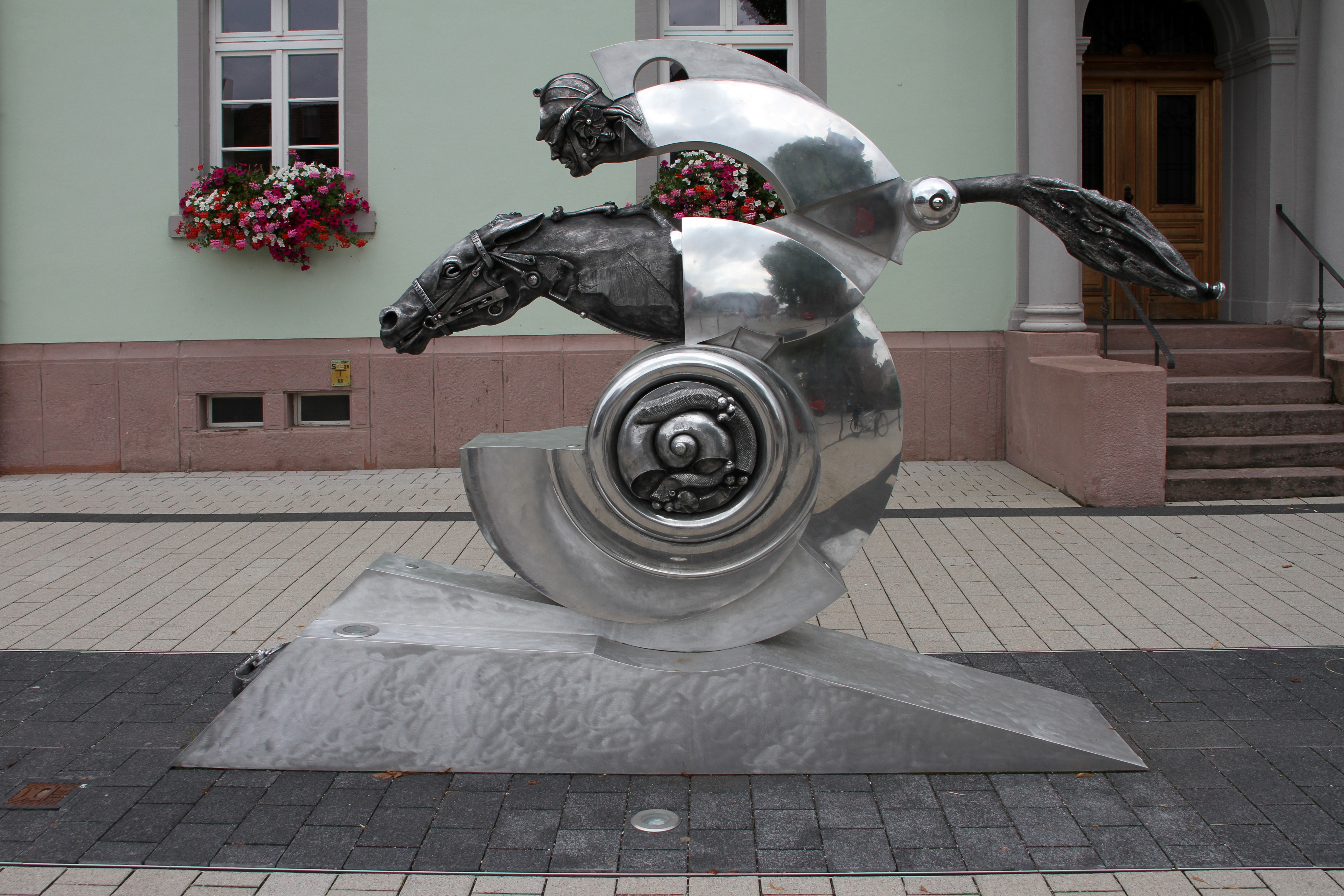
«Перегони» в Іффецгаймі, 2013

Юрген Герц (нім. Jürgen Goertz, нар. 13 березня 1939) — німецький скульптор.

## Біографія
Юрген Герц виріс у селі Кюстен у Вендланді після Другої світової війни — пізніше він розробив дизайн інтер'єру для місцевої Церкви миру. Він закінчив середню школу в Люхові у 1960 році та вивчав скульптуру в Академії мистецтв Карлсруе з 1963 по 1966 рік. Закінчив навчання за спеціальністю мистецький педагог. У 1970 році одружився з художницею Крістою Гейн. У 1971 і 1972 роках він був викладачем в Академії образотворчого мистецтва в Карлсруе. Перша виставка його робіт відбулася в 1974 році в Badischer Kunstverein Karlsruhe. У 1974 році у нього народилася дочка Єва-Юлія. У 2004 році він як видатний скульптор отримав звання «почесний професор», нагороду вручив тодішній прем'єр-міністр землі Баден-Вюртемберг Ервін Тойфель. Юрген Герц є членом Асоціації німецьких митців, живе і працює в Айхтерсгаймі на південь від Гайдельберга. Його майстерня розташована в Айхтерсгаймській замковій церкві.

## Роботи
Герц відомий виразними скульптурами з бронзи та інших матеріалів. Особливо багато його робіт представлені громадських місцях на півдні Німеччини. У 1987 році Герц викликав резонанс у міжнародній пресі, випустивши суперечливий «Ku(h)riosum» у Бітігейм-Біссінгені. На місці роботи митця в Ангелбахталь-Айхтерсгаймі понад десять його скульптур виставлені в замковому парку та на прилеглій площі Фрідріха Геккера, включаючи копію «Ku(h)riosum».
- 1971: Оформлення вівтаря та амвона для парафіяльної церкви Святого Галла в Гофваєрі[4]
- 1975—1981: «Музичний кінь» в Баденському державному театрі
- 1978: Скульптура в церкві Святої Нотбурги в Гохгаузені
- 1979: «Multimissionar» на Ваїнгенському кампусі Штутгартського університету
- 1980—1984: «Раштатська загадка»
- 1983: Скульптури та оформлення керамічної стіни в Європагалле Карлсруе
- 1984: «Заяць» у Нюрнберзі
- 1984: «Фонтан Ейнштейна» в Ульмі
- 1985: «Гюглінгенський Вакх» у «Німецькому дворі» в Гюглінгені
- 1986: «Archidee» перед Технічним ратушею у Фрайбурзі-ім-Брайсгау
- 1987: «Ku(h)riosum» у Бітіггаймі-Біссінгені
- 1988: «Христофор», велика пластика з мармуру та бронзи біля церкви Святого Кіліана в Гайльбронні
- 1988: «EGOLOHNE 88», фонтанна скульптура на Старому ринку в Лоне
- 1989: «Paar-oh-die», фонтанна пластика на Новому ринку в Ротенбурзі
- 1986/1990: «Besselei» у Бремені
- 1990: «Конференція елементів» у Косфельді
- 1991: «Фонтан місячного світла» перед хором міської церкви в Шорндорфі
- 1991: Скульптура «Резонанс» у Дурлахській філії Народного банку Карлсруе, з грудня 2017 року знаходиться в скульптурному парку Веттерсбах
- 1992: Новий дизайн площі Кенігсплац у Гермерсгаймі з мистецькою концепцією «Крила фантазії»
- 1992—1996: Фігура Святого Августина та ансамбль скульптур на тему гірничої справи перед церквою Святого Августина в Гельзенкірхені
- 1993: «Вежа сірих коней» у Бітіггаймі-Біссінгені
- 1993: «Anscavallo» в Ансбаху
- 1997: «Фонтан Януса» в Боркені[5]
- 1997: «Фонтан мрій» за Ніколайкірхе в Гайльбронні
- 1998: Оформлення вівтаря, купелі та кафедри у церкві миру в Кюстені, а також шість настінних рельєфів
- 1998: Оформлення музейного підвалу в Симпліцисімусгаусі в Ренхені
- 2000: Велика скульптура «S-Printing Horse» на площі перед Академією друкарських медіа в Гайдельберзі (найбільша скульптура коня у світі)
- 2000: Для EXPO 2000 у Бад-Пірмонті створив водний маршрут з кількома художніми станціями
- 2001: Кілька сотень голів у різних стилістичних варіантах для Дому голів на віллі Вісконті у Бітіггаймі-Біссінгені, відкриті у 2003 році
- 2003: «Ans-Bach-Säule», площа Мартіна Лютера в Ансбаху
- 2004: Велика пластика «Пегас» у Технологічному та екологічному селі в Брухзалі
- 2007: «Янгол-охоронець» для галереї фонтанів у Віслоху
- 2007: Велика пластика «Rolling Horse» на площі Європаплатц біля вокзалу Берлін-Головний
- 2012: Стела «Ріхард Гансен» у Вайєнштефанському саду у Фрайзінгу[6]
- 2013: «Гонка» в Іффецгаймі
- 2015: «Профіль місцевості на кільцевій розв'язці» на перехресті магістралей B292 і L551 Ангельбахталі